# Juri Takayama
Juri Takayama (高山 樹里, Takayama Juri), née le 21 octobre 1976, est une joueuse de softball japonaise. Elle participa 3 fois aux Jeux olympiques, en 1996, en 2000, puis en 2004. En 1996, elle ne remporta aucune médaille, durant les Jeux olympiques d'été de 2000, elle remporta la médaille d'argent puis, aux Jeux olympiques d'été de 2004, elle remporta une médaille de bronze.